# Patrouillenboot PT 109
Patrouillenboot PT 109 ist ein US-amerikanischer Film aus dem Jahr 1963, der autobiografisch die Erlebnisse von John F. Kennedy als Kommandant des Schnellboots PT 109 im Zweiten Weltkrieg schildert. Das adaptierte Drehbuch von Vincent Flaherty und Howard Sheehan basiert auf dem Buch PT 109: John F. Kennedy in WWII des Autors Robert J. Donovan.
Neben den offiziell im Abspann Genannten wirkten unter anderem auch Andrew Duggan als Erzähler und George Takei als Steuermann eines japanischen Zerstörers mit. Letzterer sollte später als Sulu in Star Trek noch zu weltweiter Bekanntheit kommen. Drehort für den Film war Little Palm Island in den Florida Keys.

## Handlung
Der junge Marineoffizier (Lieutenant Junior Grade) John F. Kennedy nutzt, sehr zum Erstaunen seines Vorgesetzten Commander C. R. Ritchie, den Einfluss seiner Familie, um sich in das umkämpfte Gebiet der Salomonen versetzen zu lassen. Dort versammelt er eine Mannschaft – unter anderem bestehend aus Leonard J. Thom, „Bucky“ Harris und Edmund Drewitch – mit der es ihm gelingt, das beschädigte Schnellboot PT 109 zu reparieren.
In einer Mission wird PT 109 entsendet, um auf einer Insel abgeschnittene Fallschirmjäger zu evakuieren. Kennedy gelingt es, die Männer an Bord zu nehmen, kann aber gerade noch die Reichweite der japanischen Waffen verlassen, als seinem Boot der Treibstoff ausgeht. Die Strömung droht, PT 109 langsam wieder zur Insel zurückzutreiben, als ein weiteres Schnellboot erscheint, das Kennedy und seiner Crew hilft, die Mission doch noch erfolgreich abzuschließen.
Ein weiterer Einsatz ist weniger glücklich. In einer stockdunklen Nacht kommt es zu einem Zusammenstoß mit einem japanischen Zerstörer, bei der das Schnellboot in zwei Teile zerbricht und zwei Besatzungsmitglieder umkommen. Kennedy gelingt es, sich mit den Überlebenden auf eine Insel zu retten. Dort entdeckt man nach ein paar Tagen einige Eingeborene, denen man eine auf eine Kokosnuss geschnitzte Botschaft mitgeben kann, die schließlich einen Küstenbeobachter in Australien erreicht. Diesem gelingt es, den notwendigen Rettungseinsatz für die Crew in die Wege zu leiten. Nachdem die Mannschaft von PT 109 geborgen werden konnte, entscheidet sich Kennedy, trotz der ihm angebotenen Möglichkeit, nach Hause zurückzukehren, dafür, weiter im Fronteinsatz zu bleiben.

## Hintergrund

### Verhältnis zur Vorlage
Im Film wird PT 109 als vermisst gemeldet und eine Suche beginnt. Nach Ansicht des National Geographic und der Buchvorlage war das Boot aber als Verlust abgeschrieben worden, nachdem einige andere Schnellboote eine Explosion beobachtet hatten. So gab es bereits einen Trauergottesdienst auf dem Stützpunkt auf Rendova, während die Besatzung tatsächlich auf einer Insel hinter feindlichen Linien festsaß.
Die Inselbewohner Biuki Gasa und Eroni Kumana, die im Film als Eingeborene dargestellt werden, waren in Wahrheit vom Küstenbeobachter Arthur Evans ausgesandt worden. Der Film hält sich hier übrigens im Weiteren an die Buchvorlage, dass es Kennedy war, der die Idee hatte, eine Botschaft in die Kokosnuss zu ritzen. Gasa meinte hingegen später in einem Interview, dass es sein Vorschlag war.
Die im Film dargestellte Szene der Rettung der Marines findet im Buch in dem Kapitel über PT 59 statt – das Boot, das Kennedy nach PT 109 befehligt hat.

### Einfluss des Weißen Hauses
Das Weiße Haus und Präsident Kennedy waren während des gesamten Entstehungsprozesses des Films mit eingebunden. So standen für die Hauptrolle unter anderem auch Peter Fonda, Edd Byrnes (Jacqueline Kennedys Wahl), Warren Beatty und Jeffrey Hunter als mögliche Hauptdarsteller zur Auswahl. Kennedy entschied sich schließlich für Cliff Robertson, nachdem er die Probeaufnahmen gesehen hatte.
Der Präsident war es auch, der sich gegen Raoul Walsh als Regisseur ausgesprochen hatte, nachdem er dessen Marines, Let’s Go gesehen und nicht gemocht hatte.